# Cleptogamia
Cleptogamia (do em grego clássico: κλέπτειν; romaniz.: kléptein, 'roubar', assim como o grego antigo γάμος gámos, 'casamento') descreve uma estratégia de cópula por meio da qual os machos tentam se acasalar furtivamente. Os machos cleptogâmicos parasitam o desempenho de outros machos, por exemplo, os esforços de cortejo sexual ou cuidado da ninhada, razão pela qual a cleptogamia pode ser vista como uma forma de cleptoparasitismo. O termo é usado genericamente para comportamentos muito peculiares em taxões diferentes. Além disso, há uma infinidade de palavras que tentam descrever o comportamento, mas também os machos parasitas.

## Termos e definições
"Kleptogamy" e "Cuckoldry" são frequentemente usados como sinônimos na literatura de língua inglesa. Em um sentido social, “Cuckoldry", cornice ou talaricagem em português, descreve a situação em que um homem de uma parceira traidora ou adultera se torna um “Cuckold", no sentido de kink, ou um corno. A compreensão social do termo "Cuckoldry" levou a discussões sobre o jargão da biologia comportamental. Nesse sentido, Patricia Adair Gowaty descreve a cleptogamia como um termo técnico de valor neutro que é preferível ao inglês "Cuckoldry". Por sua definição, cleptogamia seria quando um indivíduo inadvertidamente criou a prole de outro. Harry W. Power observa que, com esta definição, a cleptogamia não pode ser distinguida do parasitismo de ninhada. Ele define cleptogamia como o processo em que um macho cria involuntariamente a prole de outro macho porque este acasalou com a fêmea do primeiro. Power também responde que Cuckoldry é mais adequado. O termo é menos antropomórfico porque suas raízes estão no cuculus – um gênero da família dos cucos – enquanto a cleptogamia (roubar, casar) está claramente no comportamento humano.
No entanto, também foram elaboradas definições que consideram a cleptogamia como algo separado do cuidado da ninhada e que são muito amplas, por exemplo, as do Dictionary of Science and Technology. O termo cleptogamia também foi usado com o veado-vermelho (Cervus elaphus) para denotar o sequestro de vacas de uma matilha por veados jovens, especialmente quando os chefões estão ocupados com brigas de comentários.

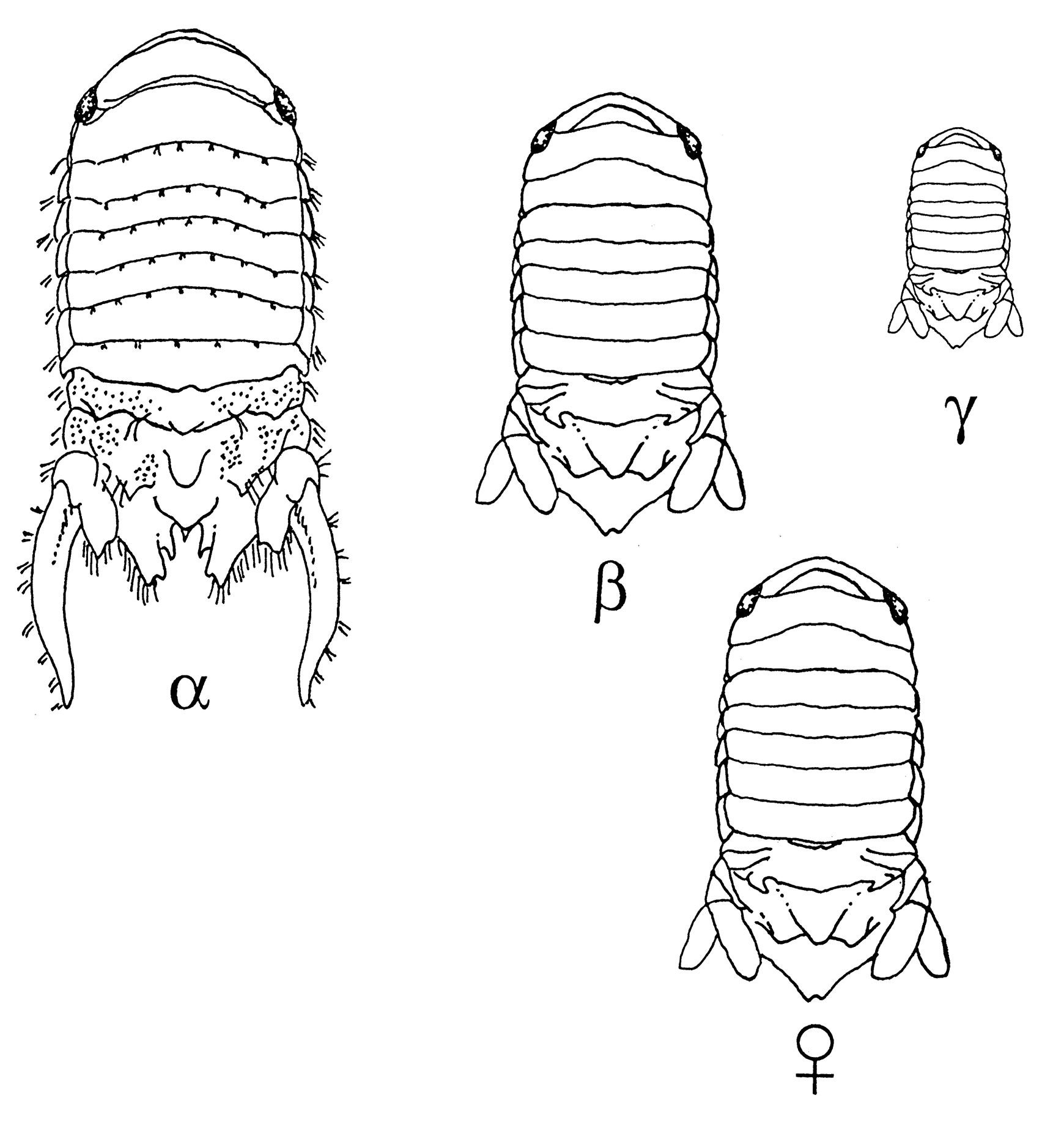
Os machos de Paracerceis sculpta formam três morfos, que seguem diferentes estratégias de cópula. Os diferentes morfos são chamados de machos alfa, machos beta ou machos gama

## Descrição e ocorrência
Cleptogamia ocorre em muitos vertebrados e alguns invertebrados. Ela geralmente é exercida por machos fracos, que não estão em concorrência direta, ou eles são desenvolvidos, porque o custo-para-sucesso razão para cleptogamia é menor do que para o comportamento territorial. Os machos cleptógamos vêm de fora de um grupo ou dentro de um grupo, por exemplo, em uma colónia de criação. Também pode ser mais especializada transformações de forma masculina, geneticamente determinadas estratégias para controlar, por exemplo, três no piolho d'água Paracerceis sculpta.
Os machos cleptogámicos parasitam os esforços de cortejo dos machos territoriais, que devem se afirmar contra outros machos territoriais a fim de manter o território e ganhar uma fêmea. Os machos territoriais estão expostos a um risco maior de serem predados, o que os machos cleptogâmicos podem evitar. Além disso, os machos territoriais podem ser parasitados durante a construção do ninho e o cuidado da ninhada. Além disso, o macho territorial incorre em custos que resultam da competição pelo esperma. Pode haver uma relação estável entre machos territoriais e Os machos com harém e os cleptogâmicos podem ser treinados.

### Cleptogamia em peixes
A cleptogamia é comum entre os peixes. Neles, a cleptogamia é favorecida pela fertilização externa, durante a qual os óvulos também são acessíveis ao esperma do macho cleptogamista. Primeiro, o macho cleptogâmico observa um ritual de acasalamento no qual uma fêmea se oferece a um conspecífico não cleptogâmico que pode reivindicar um território com sucesso. Em um momento conveniente durante o processo de desova, o macho cleptogâmico ejacula seu esperma próximo à fêmea de desova. Se o macho territorial descobrir o macho cleptogâmico, ele será expulso. Se o macho cleptogâmico conseguir ejacular, parte da ninhada descerá do macho cleptogâmico. Os machos territoriais liberam um pouco menos de esperma do que o necessário para que os óvulos sejam fertilizados. Desta forma, eles podem servir a um maior número de fêmeas e o macho aumenta seu sucesso reprodutivo. Além disso, eles adaptam a quantidade de ejaculação à presença de machos cleptogâmicos (videntes): se apenas alguns machos cleptogâmicos estiverem presentes, o macho territorial aumenta a quantidade, mas se houver muitos machos cleptogâmicos, o macho territorial renuncia a um montante aumentado para não desperdiçar esperma.

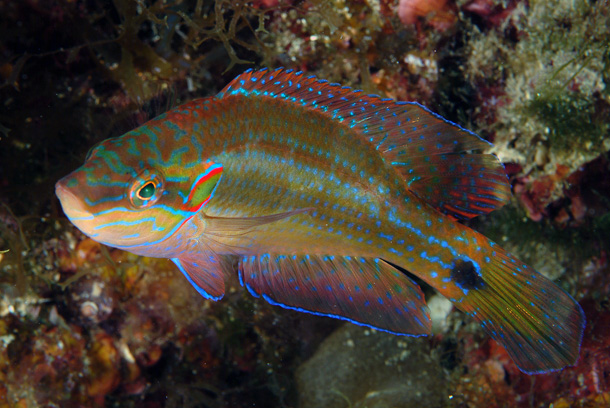
Em Symphodus ocellatus e outros bodiões, o comportamento cleptogámico foi demonstrado.

Quando os machos cleptogâmicos adotam a aparência e o comportamento das fêmeas para se aproximarem furtivamente de uma fêmea em desova, eles praticam a automimetização ou automimetismo, mais precisamente também chamada de mimetismo sexual ou mimetismo feminino. Por exemplo, a capacidade de mudar de cor pode ajudar o homem a imitar as mulheres. machos também são chamados de "Sneaker" (furtador, esgueirador) ou seu comportamento como "acasalamento furtivo" (sneaking mating). Em contraste, existem machos cleptogâmicos que saltam de um esconderijo, surpreendem um casal que está se reproduzindo e ejaculam ao lado deles; suas táticas também são conhecidas como táticas de satélite. Os peixes cleptogâmicos podem ser perseguidos ou mortos, ou a atividade de desova pode ser interrompida pela fêmea se ela detectar um macho cleptogâmico.
A escolha das táticas pelo indivíduo ou a frequência das táticas em uma população depende principalmente da proporção macho/fêmea ou macho forte/macho fraco. Além disso, a pressão de predação também tem efeito, uma vez que a cleptogamia acarreta menos riscos contra predadores do que a luta intraespecífica por territórios. As taxas de fertilização de machos cleptogâmicos variam de espécie para espécie e de população para população. No caso do salmão do Atlântico (Salmo salar), por exemplo, uma taxa de fertilização de 5% comprovado experimentalmente.

### Cleptogamia em pássaros
Em pássaros, a cleptogamia se manifesta principalmente no comportamento promíscuo das fêmeas. Colônias reprodutoras e densidades populacionais maiores aumentam o risco de cleptogamia. Para neutralizar a cleptogamia, um pássaro macho pode proteger a fêmea fertilizada durante sua fase fértil prolongada (guarda par), atacar e assustar machos estranhos e, assim, prevenir a fertilização de outros machos. Na nos pica-paus-das-bolotas (Melanerpes formicivorus) ocorre durante a participação reprodutiva pelo auxiliar de incubação para o controle ativo da fêmea principal do macho através do principal para prevenir cleptogamismo. Alternativamente, as cópulas de machos aviários podem aumentar a probabilidade de os ovos serem fertilizados por eles. As cópulas são repetidas entre uma e 500 vezes, dependendo da espécie. As contra-estratégias são cada vez mais encontradas em espécies cujos machos cuidam extensivamente da ninhada e querem garantir que a prole venha deles. Esse comportamento termina com a fase fértil da fêmea, geralmente antes da eclosão da prole.
Por causa da cleptogamia, geralmente é difícil determinar se todos os descendentes vêm do mesmo macho.